# Ахондроплазія
Ахондроплазія (діафізарна аплазія, хвороба Парро-Марі, вроджена хондродістрофія) — відоме з давнини спадкове захворювання людини, що виявляється в порушенні процесів енхондрального окостеніння (ймовірно, в результаті дефектів окисного фосфорилювання) на тлі нормальних епостального та періостального окостеніння, що веде до карликовості за рахунок недорозвинення довгих кісток.
Ахондроплазія характеризується наявністю вроджених аномалій, зокрема природженого стенозу хребетного каналу. Успадковується за аутосомно-домінантним типом.
Зустрічається приблизно в одного з кожних 25 000 новонароджених.